# 伊冯娜·法雷尔

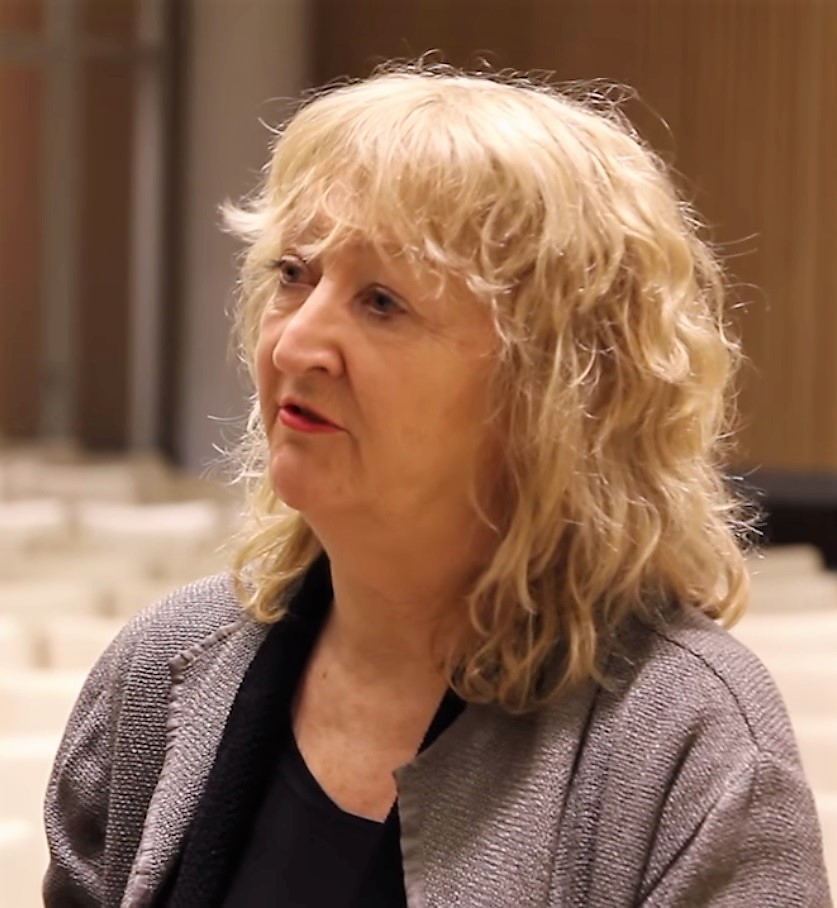
2015年

伊冯娜·法雷尔（英語：Yvonne Farrell，1951年—），爱尔兰建筑师，格拉夫顿建筑师事务所（Grafton Architects）联合创办人，2008年凭借米兰博科尼大学大楼获得世界年度建筑奖，2016年凭借秘鲁利马工程技术大学获得首届RIBA国际奖，2020年获皇家金獎。2017年，她与谢莉·麦克纳马拉担任2018年第16届威尼斯建筑双年展策展人，两人之后于2020年获普利兹克建筑奖。

## 生平
1974年，法雷尔从都柏林大学学院建筑系毕业。1977年，她和谢莉·麦克纳马拉在都柏林创办格拉夫顿建筑师事务所（Grafton Architects）。她是91小组（Group 91）的创始成员，曾参与组织1990年代改造都柏林坦普尔酒吧区的计划。
格拉夫顿建筑师事务所于2002年和2008年代表爱尔兰参加威尼斯双年展。他们设计的米兰博科尼大学大楼获得2008年世界年度建筑奖，赢得业界的广泛赞誉。2009年，位于都柏林市中心的财政部大楼赢得公民信托奖及爱尔兰建筑协会特别奖。
自1976年起，法雷尔在都柏林大学学院任教，2008年起担任瑞士门德里西奥建筑学院访问学者。2010年，获得哈佛设计研究生院丹下健三教席。目前在洛桑联邦理工学院任教。她曾在奥斯陆、斯德哥尔摩、贝拉尔格、耶鲁、布法罗、圣路易斯、堪萨斯城和坦帕等欧洲和美国的建筑学院作过广泛的演讲。
法雷尔是爱尔兰皇家建筑师学会会士、英国皇家建筑师学会名誉会士、爱尔兰艺术组织奥斯丹娜当选会员。另外，她也是都柏林大学学院兼职教授2019年11月，法雷尔和格拉夫顿建筑师事务所的伙伴谢莉·麦克纳马拉获得爱尔兰国立大学戈尔韦分校荣誉学位，2019年4月获都柏林三一学院荣誉博士。2020年，她和麦克纳马拉获得普利兹克建筑奖，分别成为第四和第五位获得该奖的女性建筑师。